# Vinyan
Vinyan és una pel·lícula dramàtica de terror britànic-francesa-belga-australiana de 2008 dirigida i coescrita per Fabrice Du Welz i protagonitzada per Emmanuelle Béart, Rufus Sewell i Julie Dreyfus. La pel·lícula es va estrenar a la 65a Mostra Internacional de Cinema de Venècia el 30 d'agost de 2008.

## Argument
La Jeanne i el Paul són una parella benestant que va perdre el seu fill, Joshua, en el tsunami de l'oceà Índic del 2004. Sis mesos més tard, després d'haver estat a Tailàndia, veuen una pel·lícula en un orfenat per recaptar fons feta per Kimberly Park, tot just de tornada de la costa d'Andaman, dels nadius de Moken i Salone a la divisió sud de Tanintharyi. Una àrea restringida només accessible amb vaixells a través d'una tríada de Thaksin Gao, que té llaços militars que fa passar noies als bars de Myanmar. Jeanne veu una figura vaga a la distància que creu que és Joshua. Desanimat per l'avantatge de Jeanne, Paul cedeix a contactar amb el líder de la tríada Thaksin Gao i contractar un dels seus vaixells per una tarifa "única" exorbitant. Al principi són portats a un fals esquí a l'Arxipèlag de Mergui on els homes orfes, les femelles no presents, llançaven globus a la nit per evitar els esperits vinians; la parella francesa és encara més enganyada, com s'indica assenyalant en un mapa a una illa deshabitada al sud de l'illa Macleod (a l'oest de l'illa Zadetkale) on, esgotats els seus recursos, es troben igualment perduts en una regió d'orfes masculins perduts.

## Repartiment
- Emmanuelle Béart com a Jeanne Bellmer
- Rufus Sewell com a Paul Bellmer
- Petch Osathanugrah com a Thaksin Gao
- Julie Dreyfus com a Kim

## Llançament
La pel·lícula es va estrenar al Festival de Cinema de Venècia el 30 d'agost de 2008. A Amèrica del Nord, la pel·lícula es va estrenar al Festival Internacional de Cinema de Toronto el 5 de setembre de 2008. Fou estrenada en DVD el 7 d'abril de 2009. Va participar al XLI Festival Internacional de Cinema Fantàstic de Catalunya, on va guanyar el Premi Carnet Jove Fantàstic.

## Recepció
A Rotten Tomatoes, Vinyan té una puntuació agregada del 53% basada en 19 ressenyes.
David Jenkins de Time Out va dir que la pel·lícula és "un pseudo-thriller de terror amenaçador amb aspiracions artístiques". També va elogiar Béart, dient que ella "ofereix una dosi de credibilitat a un conte que no sols es torna menys convincent i plausible a mesura que avança, sinó que es torna desviat per estranyes reflexions sobre la maternitat i la mort". En canvi, Andrew Pulver de The Guardian va escriure: "Du Welz mai aconsegueix generar prou amenaça, això no és Apocalypse Now, i la pel·lícula mai realment resol la dubtosa àncora argumental dels occidentals aterroritzats per asiàtics anònims." Richard Corliss de Time va criticar durament la pel·lícula, qualificant-la d'"una afronta a la decència cinematogràfica".